# Виктриций
Виктриций Руанский (фр. Victrice de Rouen; итал. Victricio di Rouen; 330-е — 417) — святой, епископ Руанский (393—417), проповедник и писатель. День памяти празднуется 7 августа.

## Биография
Виктриций был сыном римского легионера и проходил службу в армии. После принятия христианства он отказался от армии. Он подвергся бичеванию и был приговорён к казни, но сумел избежать её. Виктриций обращал в христианство племена во Фландрии, Эно и Брабанте. Он стал епископом Руана в 386 или 393 году. Был приглашён в Британию в 396 году для помощи в решении противоречий местных епископов. Он был обвинён в ереси, но его отстоял папа римский Иннокентий I, от которого он получил важные декреталии (постановления римских пап, издававшиеся в форме посланий) «Liber Regularum». В 396 году мощи святых Виталия и Агриколы были отправлены Виктрицию, святому Паулину из Нолы и другим. Виктриций написал «Восхваление Святых» (De Laude Sanctorum).